# Gerhard Krüger (Wirtschaftswissenschaftler)
Gerhard Krüger (* 4. Juli 1904 in Hamburg; † 24. Juni 1990 in Wedel) war ein deutscher Wirtschaftswissenschaftler.

## Leben
Krüger wurde 1932 er an der Technischen Hochschule München promoviert. Dort habilitierte er sich 1935. Zum 1. Mai 1933 trat er der NSDAP bei.
An der Bergakademie Clausthal war Krüger Direktor des Instituts für Wirtschaftswissenschaften. Im Dezember 1945 wurde er von der Control Commission for Germany (British Element) als kommissarischer Rektor eingesetzt und für das Amtsjahr 1946/47 bestätigt. Im Februar 1947 wurde er in das Rektorenamt gewählt. Für das Amtsjahr 1953/54 wählte man ihn noch einmal.